# A-Train (série de jeux vidéo)
 (avril 2020).
Si vous disposez d'ouvrages ou d'articles de référence ou si vous connaissez des sites web de qualité traitant du thème abordé ici, merci de compléter l'article en donnant les références utiles à sa vérifiabilité et en les liant à la section « Notes et références ».
Pour les articles homonymes, voir A-Train.
A-Train (A列車で行こう3, A Ressha de Ikō, parfois appelé Take the A-Train) est une série de jeux vidéo de gestion et de simulation d'entreprise ferroviaire développé par le studio japonais Artdink. Apparu en 1985 au Japon, la série comprend huit épisodes principaux mais seuls les 3e, 4e, 5e et 8e épisodes ont été édités en occident.

## Les épisodes

### A Ressha de Ikō
Le 1er épisode fut commercialisé sur FM-7, PC-88, PC-98 et X1Turbo en décembre 1985 au Japon.

### A Ressha de Ikō II
Le 2e épisode est sorti sur PC-98 et X68000 en juillet 1988 au Japon.

### A Ressha de Ikō III
Le 3e épisode est sorti sur PC-98, FM Towns et X68000 en décembre 1990 au Japon. Cette opus comporte une forte connotation boursière. Une extension, sous-titrée Map Construction, est sortie sur PC-98 en avril 1991.
Des versions Mega Drive (MD), Super Nintendo (Super Version) et PC Engine (au format Super CD-ROM²) ont également vu le jour en 1992 et 1993 au Japon. La version PC Engine a été réédité sur Wii en 2007.
Maxis et Ocean Software ont édité le jeu en occident sur Amiga, DOS et Macintosh en 1992. Ces versions sont intitulées A-Train. Une extension, A-Train Construction Set, a été commercialisé en 1993

### A Ressha de Ikō IV
Le 4e épisode est sorti sur PC-98, FM Towns et Windows 3.1 en décembre 1993 et fut décliné sur PlayStation en décembre 1994 au Japon. Une seconde version, sous-titrée Evolution Global, est ressorti sur PlayStation en décembre 1995, laquelle a été commercialisé en occident en 1996, sous le titre A-Train.
L'adaptation française et la version PC de cette version ont été réalisés par Infogrames en 1994. Les portages ont été faits pour l'Espagne, l'Italie, l'Allemagne, l'Angleterre, les États-Unis. Dans la version américaine nommée « CEO », l'acteur James Coburn jouait le PDG de la compagnie A4.

### A Ressha de Ikō 5
Le 5e épisode est sorti sur Windows en décembre 1996 et sur PlayStation en décembre 1997 (Eternal) au Japon. La version Windows est arrivé en occident en 1998, toujours sous le titre A-Train. Une nouvelle version PlayStation, A Ressha de Ikō Z, est sortie en mai 1999 au Japon. A5 a été réédité sur PlayStation 3 et PlayStation Portable en 2007.

### A Ressha de Ikō 6
Le 6e épisode est sorti sur PlayStation 2 en mars 2000 au Japon. Une nouvelle version, A Ressha de Ikō 2001, est sortie en mars 2001.

### A Ressha de Ikō 7
Le 7e épisode est sorti sous Windows en décembre 2005 au Japon. Une version Xbox 360, intitulée A-Train HX, est sortie en décembre 2006.

### A Ressha de Ikō 8
Le 8e épisode est sorti sous Windows en 2008 au Japon et en 2009 en Europe par Dhm Interactive.

### Lisa to Issho ni Tairiku Ôdan ~ A-Ressha de Ikō! ~
Cet épisode annexe, qui mêle gestion et fiction, est sorti sur PlayStation Portable en 2006 au Japon.

### 15th Anniversary et Memorial Pack
À l'occasion du quinzième anniversaire de la série, en mars 2000, Artdink a réédité la plupart des épisodes de la série sous Windows et un coffret spéciale, le Memorial Pack, fut commercialisé l'année suivante.